# Droga krajowa B189 (Niemcy)
Droga krajowa 189 (niem. Bundesstraße 189, B 189) – niemiecka droga krajowa przebiegająca  z południa na północ z Magdeburga gdzie krzyżuje się z czterema innymi drogami krajowymi w Dolnej Saksonii do skrzyżowania z autostradami A24 na węźle Pritzwalk i A19 na węźle Wittstock/Dosse koło Wittstock w Brandenburgii.

## Miejscowości leżące przy B189

### Saksonia-Anhalt
Magdeburg, Barleben, Wolmirstedt, Mose, Colbitz, Dolle, Lüderitz, Buchholz, Stendal, Groß Schwechten, Ziegenhagen, Erxleben, Osterburg, Seehausen.

### Brandenburgia
Wittenberge, Weisen, Perleberg, Rohlsdorf, Retzin,  Groß Pankow, Kuhbier, Pritzwalk, Kemnitz, Heiligengrabe.